# كوتسوراس
كوتسوراس (Κουτσουράς) هي مدينة في لاسيثي في اليونان.